# Château de la Faye (Léguillac-de-l'Auche)
Pour les articles homonymes, voir Château de la Faye.
Selon l'appellation de l'administration des monuments historiques, le Château de la Faye est en fait l'ancien prieuré de La Faye à Léguillac-de-l'Auche (Saint-Astier en Dordogne).

## Histoire
En 1219, Grimoard, évêque de Comminges, et ses quatre frères, Guilhem, croisé pour la Terre sainte, Géraud, évêque de Bayonne, Arnaud, chanoine de Saint-Front de Périgueux, et Jean, moine de la Sauve-Majeure, donnent leur maison de Lafaye à la congrégation de La Couronne et à l'ordre de Prémontré pour y installer un prieuré-hôpital,.
La construction du prieuré commence en 1219, et est remanié aux XVIIe et XVIIIe siècles. L'église est détruite à la révolution.

## Architecture
L'ensemble du prieuré est constitué de quatre bâtiments formant un carré dont l'entrée est défendue par un châtelet.